# Duchovní služba Armády České republiky

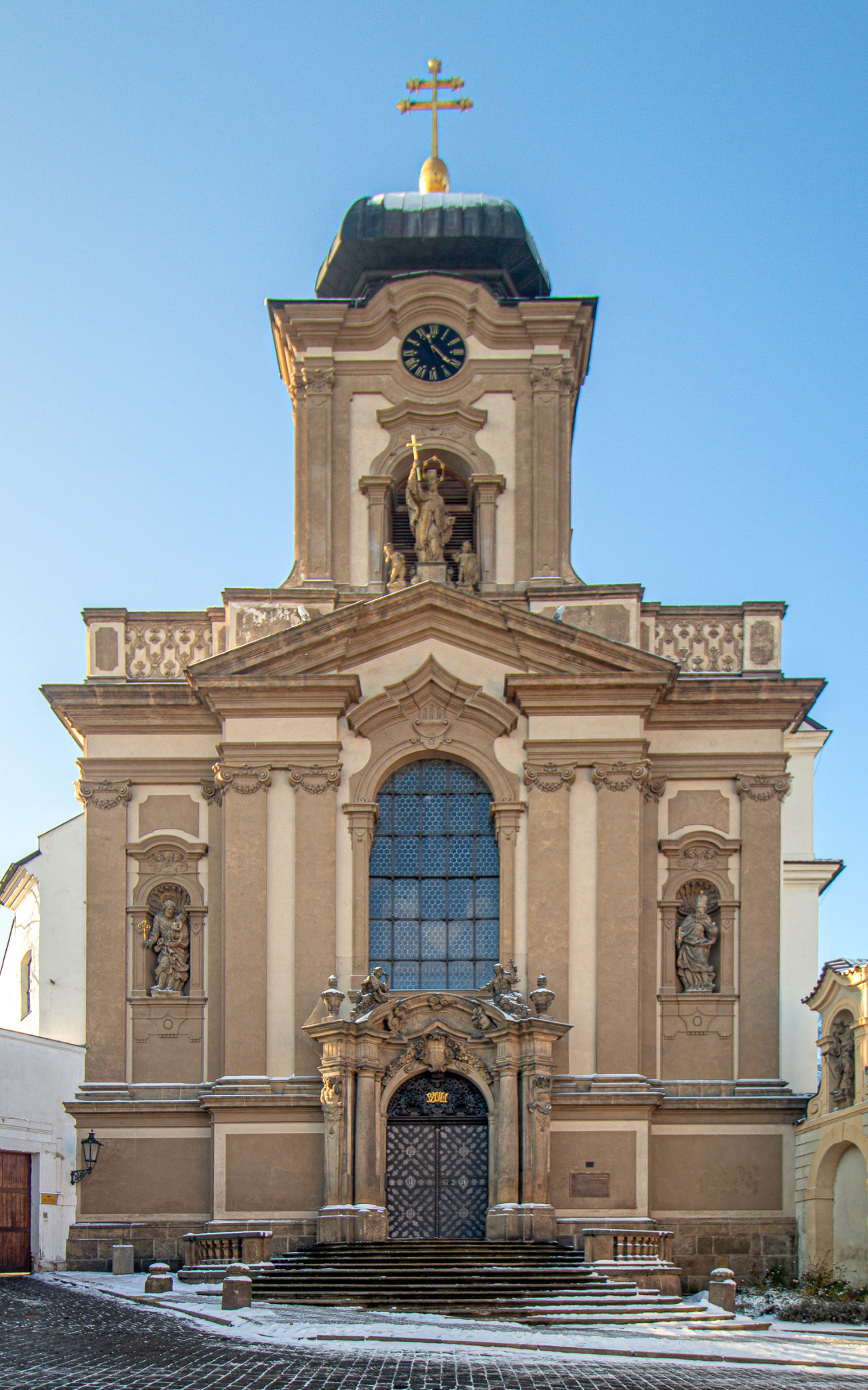
Vojenský kostel svatého Jana Nepomuckého v Praze na Hradčanech

Duchovní služba Armády České republiky je zajišťována vojenskými kaplany. Jedná se o duchovní, které do vojenské služby v Armádě České republiky posílají všechny křesťanské církve sdružené v Ekumenické radě církví a v České biskupské konferenci. Slouží přítomností a doprovázením vojákům Armády České republiky, jejich rodinám a dalším potřebným. Mottem, vojenských kaplanů je: "radosti a starosti vojáka, jsou radosti a starosti kaplana." V čele duchovní služby stojí hlavní kaplan Armády České republiky.
Působnost duchovní služby Armády ČR zahrnuje jak samotnou Armádu ČR, tak i další vojenské složky, jakými jsou Hradní stráž, Vojenská policie, vojenské nemocnice a vojenské školy.

## Prvopočátky duchovní služby
Duchovní službu spojenou se službou vojenskou lze vidět již v hluboké historii. Již ve starozákonních textech se mluví o bojích, kdy Izraelité bojovali proti svým nepřátelům a jejich oporou byl Bůh, Hospodin, který je chránil. V textech novozákonních již nenajdeme tolik zmínek o bojích a různých hrdinných bitvách. Přichází Ježíš a jeho přikázání radikální lásky "Miluj bližního svého jako sám sebe." K vojenské službě se však novozákonní zvěst nestaví výrazně negativně. Když k Ježíši přicházejí vojáci s otázkou co mají dělat oni, Ježíš sám odpovídá "Nikomu nečiňte násilí, nikoho nevydírejte, spokojte se svým žoldem." Tento text je brán jako potvrzení činnosti vojáka. Voják má být čestným a spravedlivým udržovatelem pořádku; není-li to nutné, nemá nikomu činit násilí, a má se starat o pořádek a chod státu.
V historii je mnoho svatých spojováno s vojenskou službou, od svatého Jiří, svatého Ignáce až po Martina z Tours (patron vojáků). Samotný Archanděl Gabriel je popisován jako patron výsadkářů i umírajících. Posuneme-li se v dějinách dál, můžeme zmínit hraběte z Kentu Oda, který byl zároveň biskupem v Bayeux. Tento biskup v 11. století vedl početnou skupinu vojáků při vpádu do Anglie i přesto, že mu jeho biskupská role zakazovala mít u sebe meč a jedinou zbraní, kterou měl, mu byla biskupská hůl.

## Duchovní služba v Česku
Novodobá Duchovní služba Armády České republiky (DS) vznikala samostatně, bez jakékoliv návaznosti na dřívější dobu. V období 1918–1938 existovaly v Československé republice tři nezávislé duchovní služby: katolická, evangelická a československá, které zanikly v roce 1939. Duchovní služba byla obnovena po válce v roce 1946, ale již se nestačila rozvinout. V roce 1950 byla DS ukončena. Došlo k totálnímu přechodu na organizaci armády dle sovětského vzoru.

### Obnova
Vznik a založení DS se datuje zhruba od poloviny devadesátých let 20. století. Ministerstvo obrany České republiky požádalo církve o pomoc a spolupráci. Po dohodě mezi římskokatolickými biskupy a vysokými důstojníky generálního štábu Armády České republiky, pod záštitou humanitární služby, byl vyslán spolu s českými vojáky římskokatolický kněz Tomáš Holub do Bosny. Ohlas byl natolik velký, že došlo ke změně pohledu představitelů armády na DS. V roce 1997 se konala v Praze konference hlavních kaplanů evropských a severoamerických armád, kde bylo stvrzeno, že do konce roku bude mít česká armáda svou samostatnou DS. Za přípravu byl za Českou biskupskou konferenci pověřen římskokatolický kněz Tomáš Holub a za Ekumenickou radu církví farář ČCE Jaromír Dus, který se touto problematikou zabýval již delší dobu. Oba mají velkou zásluhu na vzniku a rozvoji DS v novodobé historii České republiky. V roce 1998 vydal ministr obrany rozkaz, na základě Smlouvy mezi Ekumenickou radou církví a Českou biskupskou konferencí na jedné straně a na straně druhé resortem obrany České republiky, kde je definováno, za jakých podmínek a jak bude DS vykonávána mezi vojáky. Tato smlouva navazuje na Smlouvu mezi církvemi, uzavřenou Ekumenickou radou církví a Českou biskupskou konferencí. Zde se společně dohodli, že budou vystupovat jednotně a další podmínky s tím spojené. V čele sboru vojenských kaplanů stojí hlavní kaplan Armády ČR, jmenovaný ministrem obrany na společný návrh Ekumenické rady církví a České biskupské konference vždy na čtyři roky (s možností jednoho opakování). Je podřízen náčelníkovi generálního štábu.

### Působení kaplanů
DS se opírá o zmíněné dokumenty a kvalitní práci kaplanů. Je součástí života větších vojenských celků – účastní se brigád, výchovného a vzdělávacího procesu vojáků – Univerzita obrany. Vojenský kaplan má k dispozici vojenský kostel svatého Jana Nepomuckého v Praze na Hradčanech a pastorační středisko v Lulči u Vyškova, kterým musí projít každý nový voják, jež vstupuje do armády. Některé vojenské základny disponují samostatnými kaplemi. Vojenský kaplan se účastní rovněž vojenských misí. Je přítomen v poválečných situacích i ve válkách. Přínos pro kaplana je jak v profesní tak v osobní rovině, jelikož po návratu do církevního prostředí sdílí své zkušenosti s církví, které jsou jí přínosem, především z toho důvodu, že vojenský kaplan má za úkol spolupracovat s místními náboženskými představiteli, má např. osobní kontakt s duchovními islámu.

### Právní zakotvení
Samotná možnost existence duchovních v armádě ČR je založena v obecné rovině na podpisu ČR pod textem Ženevských úmluv, ve kterých se hovoří i o statusu vojenského duchovního v rámci ozbrojených sil. V samotné legislativě České republiky je pak služba duchovních zahrnuta především v dokumentech z roku 1998. Mluvíme o Dohodě o duchovní službě v rezortu ministerstva obrany (podepsanou mezi MO na jedné straně a ekumenickou radou církví a Českou biskupskou konferencí na straně druhé), o rozkazu ministra obrany o vzniku Duchovní služby v rezortu MO, ze dne 3. června 1998 a obecný rozměr statusu duchovního v AČR je pak definován v podmínkách ČR a AČR Smlouvou o podmínkách vzniku a působení duchovní služby v rezortu MO mezi Ekumenickou radou církví a Českou biskupskou konferencí. Nejvyšší možný počet kaplanů se pak u AČR v mírovém stavu uvádí 40.
Význam duchovních je podpořen nejen národními dokumenty ale i mezinárodními humanitárními dokumenty, jako jsou např. Ženevské úmluvy. Účelem těchto úmluv (a humanitárního práva jako celku) je co možná nejvíce eliminovat hrůzy války, které mohou při ozbrojených konfliktech nastat. Duchovní jsou pak ti, na které je vkládán větší apel na dodržování těchto práv. Humanitární právo se tak snaží postihnout i ochranu pro samotný duchovní personál, který je jako personál zdravotnický primárně určen pro potřeby jednotky.
V rámci právního zakotvení je také potřeba zmínit listinu základních práv a svobod a evropskou úmluvu o ochraně lidských práv. Tyto dva dokumenty postihují základní lidská práva, vycházející z lidské důstojnosti. Mezi základní lidská práva patří také náboženská svoboda a právo na volbu náboženského vyznání. Díky tomu je zákonem o církvích a náboženských společnostech zajištěn věřícím vojákům styk se zástupci všech do té doby registrovaných církevních společenství. Mezi tato společenství řadíme: Apoštolskou církev; Bratrskou jednotu baptistů; Církev adventistů sedmého dne; Církev bratrskou; Církev československou husitskou; Církev řeckokatolickou; Církev římskokatolickou; Českobratrskou církev evangelickou; Evangelickou církev a. v. v ČR; Evangelickou církev metodistickou; Jednotu bratrskou; Náboženskou společnost českých unitářů; Pravoslavnou církev v českých zemích a na Slovensku; Slezskou církev evangelickou a. v.; Starokatolickou církev.

### Gaudium et spes
Válečné problematice se věnuje i jedna z hlavních konstitucí II. vatikánského koncilu Gaudim et spes. Konstituce vidí ty, kteří slouží vlasti ve vojsku jako služebníky bezpečnosti a svobody národů. Plní-li tento úkol správně, přispívají tak k upevnění míru ve světě. Konstituce rozlišuje mezi válkou mající za cíl podmanit si jiné národy a válkou, ve které je třeba se chopit zbraní ve spravedlivé obraně svých bližních. Tento akt je pak konstitucí přijímán jako oprávněný a dobrý, byla-li před tím snaha o vyřešení konfliktní situace všemi možnými mírovými prostředky. Obrana státu, lidí a obrana hodnot společnosti se tak stává jednou ze služeb dobru a celkového míru ve světě, ve které je vojenský kaplan brán jako ten, kdo tento mír a dobro chrání a neruší.

### Význam duchovní služby v AČR
Duchovní přítomnost vojenských kaplanů má vést armádu k těm nejvyšším cílům a dát jim sílu k tomu, aby byli ochotni riskovat i vlastní život v případě obrany svých nejbližších.
Význam duchovních v AČR může být diskutovaným tématem z hlediska smyslu služby v jednom z nejateističtějších států světa. Smysl duchovní služby však není jen v konání liturgických úkonů a slavení bohoslužeb. Hlavní smysl duchovních je být vojákům na blízku a být jim k dispozici v těžkých situacích jak při výcviku tak při ostré akci. Jejich činnost je primárně nemisijní, jejich úkolem není konvertovat vojáky na danou víru, ale pomoci jim lépe se vyrovnávat s náročností jejich zaměstnání.
Mezi hlavní aktivity vojenských duchovních patří:
- Nabízí své služby každému vojáku, věřícímu, či nevěřícímu.
- Jeho činnost je primárně nemisijní, prací kaplana není obracet na víru, ale být pomocí v osobních záležitostech vojáka.[9]
- Zpovědní tajemství dává kaplanovi za povinnost zachovávat mlčenlivost o veškerých informacích, které se dozví (na rozdíl od psychologa). To mu dává velkou výhodu a schopnost být od vojáků více přijímán.
- Kaplan má přímý přístup k veliteli jednotky, takže je zde možnost řešit osobní problémy vojáků jinou než zdlouhavou velitelskou cestou.
- Způsobilost duchovních také zaručuje církev, která do AČR duchovního posílá, takže musí projít dvojím sítem (u armády a u církve), což zaručuje určitou způsobilost pro výkon profese.
- Vojenský duchovní je i ve své jinakosti velmi blízko jednotky samotné, tráví s nimi stejný způsob života. Někteří mají vlastní rodiny, čímž jsou bojujícím vojákům ještě více bližší.
- Slouží také jako stmelovací prvek jednotky, jako někdo u koho každý voják může dojít přijetí a pochopení.[19]

### Předpoklady pro službu vojenského kaplana
Vojenský kaplan je důstojníkem AČR a podle toho musí také splňovat určité náležitosti. Hlavní podmínky jsou: vysokoškolské vzdělání, předcházející nejméně dvouletá činnost ve správě náboženského společenství v postavení duchovního, fyzická připravenost odpovídající normám pro vstup do AČR, vhodný psychologický profil. Dále pak musí být pověřený ze strany náboženského společenství a to pověřením ze strany České biskupské konference a Ekumenické rady církví.

### Budoucnost
Záleží na tom, jak bude služba v budoucnu naplňována jednotlivými kaplany, i když lze říci, že služba v armádě byla institučně etablována. Každý kaplan se ocitne v napětí mezi posledním řadovým vojákem a nejvýše postaveným velitelem. Jeho úkolem je sloužit spravedlivě oběma stranám, i když zde vyvstává riziko, že se mu na jedné straně více zalíbí. Od roku 2006 nabývají nových zkušeností i římskokatoličtí ženatí jáhni. V armádě působí i ženy coby kaplanky (z řad církví, které to umožňují).

### Související článek
- Hlavní kaplan Armády České republiky